# Wagner Reway
Wagner Reway (Cascavel, 14 de maio de 1981) é um árbitro de futebol de Mato Grosso, e faz parte do quadro de árbitros da CBF em 2009.

## Carreira
Aos 8 anos de idade foi morar em Cuiabá, onde em 2003 se formou professor de educação física. Em 2004 começou arbitrar pela Federação Mato-Grossense de Futebol.
Em 2009 foi eleito o árbitro relevação do Campeonato Brasileiro.
No início de 2017, Wagner Reway passou a integrar o quadro de árbitros da FIFA, tornando-se o primeiro de Mato Grosso a obter este feito.

## Polêmicas
Em 2013, apitando o jogo entre Palmeiras e Sport, pela série B, o arbitro se envolveu em uma polêmica de arbitragem que levou a diretoria do Palmeiras a pedir sua cassação.
Em 2014, apitando o jogo Flamengo e Coritiba pela Copa do Brasil, se envolveu em várias polêmicas.
Ainda em 2014, o Internacional gritou ao vê-lo escalado para um jogo contra o Corinthians, já que na rodada anterior ele beneficiou o time paulista contra a Chapecoense. Validou gol de Paolo Guerrero, que ajeitou a bola com a mão para marcar o gol da vitória corintiana.
Em 2016, apitando o jogo Botafogo e Atlético Mineiro pelo Campeonato Brasileiro, se envolveu em várias polêmicas favorecendo o Botafogo em lances capitais da partida.
Em 2018, apitando o jogo Vitória e Flamengo, Wagner se envolveu em uma polêmica cometendo diversos erros para os dois times.